# Pales (chi bọ cánh cứng)
Pales là một chi bọ cánh cứng trong họ Chrysomelidae.
Chi này được miêu tả khoa học năm 1837 bởi Chevrolat.

## Các loài
Chi này gồm các loài:
- Pales ulema Germar, 1813